# Beilicat dels germiyànides
El beilicat dels germiyànides (també anomenat Kermiyān, Germiyan, Germiyanoğulları o beilicat de Cesa) va ser un dels beilicats d'Anatòlia i tenia per capital la ciutat de Kütahya, a l'actual Turquia. Durant un breu període en el segle xiv, la dinastia de Germiyan fou la més poderosa per darrere de la dinastia del Beilicat de Karaman-oğlu. Posteriorment però, foren conquerits pel Beilicat d'Osman-oğlu, fundadors de l'Imperi Otomà.

## Història
El beilicat dels germiyànides fou creat per membres de la tribu afxar dels Turcs Oghuz. Es rebel·laren contra el Soldanat de Rum el 1283, i la lluita es perllongà fins al 1299, quan arribaren a un acord mitjançant el qual entraven en possessió de la ciutat d'Ankara.
El beilicat dels germiyànides afavorí la colonització dels territoris romans d'Orient d'Anatòlia amb immigrants turcs, perquè els beilicats d'Aydın-oğlu, Saruhan-oğlu, Lâdik-oğlu (o İnanç-oğlu), Karesi-oğlu i Menteşe-oğlu foren fundats per comandants procedents de Germiyan i eren vassalls. El 1303 iniciaren el setge de la ciutat romana d'Orient de Filadelfia, però foren derrotats l'any 1304 per la Companyia Catalana d'Orient en la batalla de Germe i en la batalla d'Àulax.
Els beilicats de Sâhipata-oğlu i Hamit-oğlu es convertiren en territoris aliats per tal de protegir-se contra els atacs del Beilicat de Karaman-oğlu. A partir del 1314 es declararen aliats de l'Il-kanat i concentraren els seus atacs vers occident. L'increment de poder dels beilicats que inicialment li eren vassalls reduí Germiyan a una situació d'isolació, que l'ofegà econòmicament i finalment caigueren sota el poder del Beilicat d'Osman-oğlu, fundador de l'Imperi Otomà.

## Llista de beis

### Yakup bin Ali Şir
També conegut com a Yâkub Bey I, Alī-šīr Kermiyān, Alysirae, Caramano Alisurio fou el fundador de la dinastia i bei des del 1264 fins al 1325. A la batalla d'Àulax (1304), fou ferit i caigué greument derrotat per les tropes de la Companyia Catalana d'Orient a les ordres de Roger de Flor.
Executat Kaykhusraw III pels mongols el 1284, va pujar al tron Giyath al-Din Masud II, al que es creu que els germiyanoğulları, segurament ja dirigits per Yakub, no van reconèixer. Va esclatar la guerra però la caiguda de Masud la va aturar i es va restablir la situació, ja que una inscripció del 1299 diu que Yakup bin Ali Şir era vassall de Kaykubad III. Yakub es va fer de fet independent encara que primer com a vassall seljúcida i després mongol de Pèrsia (nominalment fins al temps del seu fill, després del 1335, quan el poder dels il-kànides perses es va diluir).
Sembla que exercia certa autoritat sobre els emirs veïns d'Aidin, Sarukhan i Karasi, i per exemple Mehmed Beg d'Aidin havia estat abans un general seu (subaixi). Va cobrar tribut a l'Imperi Romà d'Orient i dominava la major part de Frígia inclosa la regió de Toñuzlu-Ladik en mans d'un parent seu que era vassall, i la regió de Kara Hisar, governada pel seu gendre.
Els catalans li van arrabassar Simaw i Kula, però quan van marxar el seu fill Mehmed les va reconquerir als romans d'Orient. Va assetjar Alaşehir (Filadelfia), darrer enclavament romà d'Orient, però l'arribada dels catalans li va impedir ocupar-la (1304), no obstant el 1314 ja dominava la ciutat.
La data de la seva mort no és coneguda però era viu encara el 1320. Li va succeir el seu fill Mehmed Beg.

### Mehmed Beg
Abans de pujar al tron el seu pare, Yakub Beg I, el va enviar a reconquerir les regions de Simaw i Kula que havien estat ocupades pels catalans i entregades per aquests als romans d'Orient, i que va recuperar.
Va succeir el seu pare en una data no coneguda exactament després del 1320. Després del 1335 la nominal sobirania mongol, si encara era respectada, va deixar d'existir. L'estat va perdre la prosperitat de què va gaudir sota el seu pare.
Va morir en data incerta però com que el seu fill i successor Süleyman Şâh Bey ja regnava el 1363, va haver de ser abans d'aquesta data, vers 1360.

### Süleyman Şâh Bey
Va succeir el seu pare a l'entorn del 1360. Va escriure un romanç sobre el seu pare que aporta alguna dada sobre aquest (de fet les úniques conegudes) i altres obres, i en va encarregar algunes més.
L'aïllament de Germiyan de la costa a causa del domini dels seus antics vassalls Aidin, Karasi i Sarukhan l'havien deixat en posició secundària i a més es trobava en mig d'otomans i karamànides. Els otomans eren els seus enemics tradicionals però davant les amenaces del karàmanides, Sulayman Shah s'hi va aliar i va refermar l'aliança amb el casament de la seva filla Dewlet Khatun amb el príncep Yildirim Baiazet donant com a dot els districtes de Kutahhya, Simaw, Egrigoz (Emed) i Tawshanil i va establir la seva capital a Kula.
Va morir el 1387 i li va succeir el seu fill Yakub Beg II.

### Yakub Beg II
Conegut també com a Yakub Celebi, va succeir el seu pare el 1387. El 1389, aliat a altres emirs, va iniciar la guerra contra el sultà otomà Baiazet I i va intentar recuperar les viles que el seu pare havia cedit vers el 1380. El 1390 Baiazet el va derrotar i el va fer presoner portant-lo a Ipsala i annexionant l'emirat. Va restar presoner fins al 1399 quan es va escapar i disfressat va arribar a Síria i d'allí va anar a trobar a Tamerlà. Va participar en la batalla d'Ankara el juliol de 1402 i va identificar a Baiazet I al camp de batalla. Després de la victòria, Tamerlà li va retornar l'emirat incloent les viles que el seu pare havia cedit als otomans. En la guerra civil per la successió otomana va donar suport al seu nebot (fill de la seva germana) Mehmed II. El 1411 l'emir de Karaman va ocupar l'emirat però el 1414 li fou retornat per Mehmed II que després de derrotar els seus germans va derrotar Karaman. A la mort de Mehmed II va donar suport al germà de Murat, Kuçuk Mustafà i quan aquest fou derrotat les relacions amb el sultà otomà Murat II van esdevenir tenses breument però després es van fer amics. Ja molt vell i sense hereus el 1428 va deixar l'emirat per testament al soldà otomà Murat II, amb la qual cosa el beilicat deixà d'existir com a tal.